# Fussball Club Wil 1900 2021-2022
Questa voce raccoglie le informazioni riguardanti il Fussball Club Wil 1900 nelle competizioni ufficiali della stagione 2021-2022.

## Stagione
Nella stagione 2021-2022 il Wil, allenato da Alexander Frei e Brunello Iacopetta, concluse il campionato di Challenge League al 9º posto. In Coppa Svizzera il Wil fu eliminato al secondo turno dall'Yverdon.

## Rosa
| N. |                               | Ruolo | Calciatore                |
| -- | ----------------------------- | ----- | ------------------------- |
| 1  | Svizzera (bandiera)           | P     | Nils De Mol               |
| 3  | Svizzera (bandiera)           | D     | Filip Frei                |
| 6  | Svizzera (bandiera)           | D     | Leorat Bega               |
| 7  | Macedonia del Nord (bandiera) | A     | Amel Rustemoski           |
| 8  | Kosovo (bandiera)             | C     | Mërgim Brahimi            |
| 10 | Francia (bandiera)            | A     | Sofian Bahloul            |
| 11 | Brasile (bandiera)            | A     | Sílvio Carlos de Oliveira |
| 12 | Germania (bandiera)           | D     | Malik Talabidi            |
| 19 | Svizzera (bandiera)           | C     | Alen Coric                |
| 19 | Germania (bandiera)           | C     | Sebastian Malinowski      |
| 20 | Albania (bandiera)            | C     | Kastrijot Ndau            |
| 21 | Spagna (bandiera)             | D     | Umar Saho                 |
| 22 | Svizzera (bandiera)           | C     | Valon Fazliu              |
| 23 | Svizzera (bandiera)           | P     | Marvin Keller             |

| N. |                               | Ruolo | Calciatore        |
| -- | ----------------------------- | ----- | ----------------- |
| 27 | Svizzera (bandiera)           | C     | Philipp Muntwiler |
| 28 | Svizzera (bandiera)           | C     | Argtim Ismaili    |
| 29 | Svizzera (bandiera)           | D     | Marcin Dickenmann |
| 30 | Costa d'Avorio (bandiera)     | P     | Kader Abubakar    |
| 33 | Macedonia del Nord (bandiera) | A     | Luan Abazi        |
| 34 | Svizzera (bandiera)           | D     | Ilan Sauter       |
| 41 | Svizzera (bandiera)           | C     | Lavdim Zumberi    |
| 70 | Svizzera (bandiera)           | C     | Nils Reichmuth    |
| 77 | Svizzera (bandiera)           | D     | Michael Heule     |
| 98 | Svizzera (bandiera)           | D     | Timothie Zali     |
| 99 | Svizzera (bandiera)           | D     | Marko Krunic      |
|    | Turchia (bandiera)            | D     | Emir Tonbul       |
|    | Svizzera (bandiera)           | A     | Josias Lukembila  |
|    | Svizzera (bandiera)           | A     | Yannick Toure     |

## Organigramma societario
Area tecnica
- Allenatore: Brunello Iacopetta
- Allenatore in seconda:
- Preparatore dei portieri: Philipp Bowald
- Preparatori atletici:

## Calciomercato

### Sessione estiva
| Acquisti | Acquisti             | Acquisti       | Acquisti |
| R.       | Nome                 | da             | Modalità |
| -------- | -------------------- | -------------- | -------- |
| C        | Nils Reichmuth       | Zurigo         |          |
| D        | Filip Frei           | Zurigo         |          |
| A        | Josias Lukembila     | Losanna        |          |
| D        | Umar Saho            | Bayern Alzenau |          |
| A        | Sofian Bahloul       | Chiasso        |          |
| A        | Josiah Daniel        | Naters         |          |
| D        | Michael Heule        | San Gallo      |          |
| P        | Marvin Keller        | Grasshoppers   |          |
| C        | Sebastian Malinowski | Chiasso        |          |
| D        | Jan Wörnhard         | Brühl          |          |

| Cessioni | Cessioni             | Cessioni         | Cessioni |
| R.       | Nome                 | a                | Modalità |
| -------- | -------------------- | ---------------- | -------- |
| A        | Alessandro Paunescu  | Karlsruhe U19    |          |
| D        | Jan Wörnhard         | Brühl            |          |
| D        | Silvano Schäppi      | Gossau           |          |
| A        | Noah Blasucci        | Brühl            |          |
| C        | Maren Haile-Selassie | Xamax Neuchâtel  |          |
| P        | Yuri Klein           | Bellinzona       |          |
| P        | Philipp Köhn         | Salisburgo       |          |
| C        | Bledian Krasniqi     | Zurigo           |          |
| D        | Jan Kronig           | Aarau            |          |
| D        | Leo Mätzler          | Austria Lustenau |          |
| D        | Ivan Šarčević        | Vorwärts Steyr   |          |
| C        | Ajet Sejdija         | Brühl            |          |
| A        | Tician Tushi         | Basilea          |          |

### Sessione invernale
| Acquisti | Acquisti      | Acquisti          | Acquisti |
| R.       | Nome          | da                | Modalità |
| -------- | ------------- | ----------------- | -------- |
| D        | Leorat Bega   | Friburgo U19      |          |
| D        | Timothie Zali | Rapperswil-Jona   |          |
| D        | Emir Tonbul   | N.Y. Red Bulls II |          |
| A        | Yannick Toure | Young Boys        |          |

| Cessioni | Cessioni           | Cessioni             | Cessioni |
| R.       | Nome               | a                    | Modalità |
| -------- | ------------------ | -------------------- | -------- |
| D        | Santiago Miranda   | Bellinzona           |          |
| A        | Josiah Daniel      | Rapperswil-Jona      |          |
| A        | Noah Jones         | Rapperswil-Jona      |          |
| D        | Serkan Izmirlioglu | Lucerna              |          |
| C        | Robin Kamber       | Stade Lausanne-Ouchy |          |

## Risultati

### Challenge League

#### Prima fase, girone di andata
| Arbitro: | Schärli |

|                              |           |                            |
| Malinowski 26’ Muntwiler 55’ | Marcatori | 73’ Schmied 89’, 90’ Çiçek |

| Arbitro: | Kanagasingam |

|                                   |           |                   |
| Schättin 28’ Ramizi 56’ Buess 86’ | Marcatori | 49’ (rig.) Fazliu |

| Arbitro: | Turkes |

|                                  |           |  |
| Bahloul 37’ Sauter 40’ Jones 81’ | Marcatori |  |

| Arbitro: | Gianforte |

|  |           |                         |
|  | Marcatori | 44’ Zumberi 62’ Bahloul |

| Arbitro: | Staubli |

|                                     |           |  |
| Haile-Selassie 18’, 53’ Mafouta 77’ | Marcatori |  |

| Arbitro: | Schärli |

|                                  |           |                       |
| Lukembila 38’ Bahloul 63’ (rig.) | Marcatori | 36’ Schwizer 82’ Dorn |

| Arbitro: | Horisberger |

|                        |           |  |
| Kronig 4’ Rrudhani 25’ | Marcatori |  |

| Arbitro: | Turkes |

|                 |           |  |
| Bahloul 9’, 48’ | Marcatori |  |

| Arbitro: | Staubli |

|                          |           |                                     |
| Brahimi 6’ Lukembila 78’ | Marcatori | 8’, 90’ Labeau 83’ (aut.) Muntwiler |

#### Prima fase, girone di ritorno
| Arbitro: | Huwiler |

|                          |           |  |
| Koné 13’, 84’ Beleck 88’ | Marcatori |  |

| Arbitro: | Gianforte |

|                             |           |              |
| Muntwiler 13’ Lukembila 69’ | Marcatori | 52’ Lahiouel |

| Arbitro: | Staubli |

|                                    |           |                                            |
| Ardaiz 23’ Prtajin 33’ Maouche 59’ | Marcatori | 16’ Reichmuth 75’ (rig.) Silvio 77’ Fazliu |

| Arbitro: | Piccolo |

|                                           |           |  |
| Bahloul 18’ Lukembila 26’, 49’ Kamber 83’ | Marcatori |  |

| Arbitro: | Schärer |

|          |           |                            |
| Rapp 49’ | Marcatori | 45’ Izmirlioglu 65’ Fazliu |

| Arbitro: | Thies |

|                               |           |                        |
| Zumberi 63’ Fazliu 80’ (rig.) | Marcatori | 45’ Njie 70’ Spadanuda |

| Arbitro: | Kanagasingam |

|                              |           |                                              |
| Havenaar 42’ Kyeremateng 83’ | Marcatori | 3’ Lukembila 5’ Kamber 30’ Fazliu 76’ Silvio |

| Arbitro: | Huwiler |

|                                       |           |                                                                       |
| Lukembila 17’ Bahloul 41’ Zumberi 48’ | Marcatori | 14’ Ltaief 29’ (rig.) Buess 60’ Manzambi 67’ Isik 81’ (aut.) Talabidi |

| Arbitro: | Turkes |

|                     |           |            |
| Labeau 6’ Hadji 33’ | Marcatori | 61’ Fazliu |

#### Seconda fase, girone di andata
| Arbitro: | Kanagasingam |

|                                                 |           |                                     |
| Bahloul 13’ (rig.), 44’ Lukembila 48’ Toure 79’ | Marcatori | 11’, 85’ Rapp 34’ Rahimi 39’ Sutter |

| Arbitro: | Staubli |

|                                        |           |  |
| Schwizer 2’ Ndongo 28’ Zali 49’ (aut.) | Marcatori |  |

| Arbitro: | Gianforte |

|                                               |           |  |
| Alves 57’ (rig.), 60’ Demhasaj 65’ Ramizi 89’ | Marcatori |  |

| Arbitro: | Thies |

|                                         |           |                        |
| Bahloul 50’ Müller 73’ (aut.) Toure 79’ | Marcatori | 81’ Alounga 86’ Padula |

| Arbitro: | Cibelli |

|                    |           |                |
| Schneider 11’, 66’ | Marcatori | 90’ Dickenmann |

| Arbitro: | Kanagasingam |

|                                      |           |             |
| Bahloul 45’ Lukembila 69’ Fazliu 85’ | Marcatori | 84’ Avdijaj |

| Arbitro: | Drmic |

|                           |           |                          |
| Beyer 68’ Koné 90’ (rig.) | Marcatori | 22’ Lukembila 90’ Silvio |

| Arbitro: | Kanagasingam |

|                               |           |  |
| Fazliu 21’ (rig.) Bahloul 90’ | Marcatori |  |

| Arbitro: | Thies |

|            |           |            |
| Kamber 84’ | Marcatori | 33’ Fazliu |

#### Seconda fase, girone di ritorno
| Arbitro: | Bieri |

|                                 |           |                                         |
| Bahloul 2’ Fazliu 18’ Toure 44’ | Marcatori | 16’ Vladi 28’ (rig.), 59’, 69’ Rrudhani |

| Arbitro: | von Mandach |

|                       |           |                |
| Mulaj 12’ Avdijaj 15’ | Marcatori | 87’ Rustemoski |

| Arbitro: | Odiet |

|                                     |           |  |
| Dickenmann 15’ Bahloul 26’ Saho 82’ | Marcatori |  |

| Arbitro: | Kanagasingam |

|                                                         |           |                 |
| Bobadilla 17’, 33’ González 20’ Del Toro 73’ Ardaiz 79’ | Marcatori | 15’, 89’ Fazliu |

| Arbitro: | Schärli |

|                              |           |                          |
| Silvio 25’ (rig.) Fazliu 54’ | Marcatori | 11’ Hautier 45’ Eberhard |

| Arbitro: | Piccolo |

|                                           |           |                |
| Çiçek 7’, 55’ Ris 32’ Fehr 51’ Giusto 60’ | Marcatori | 10’, 34’ Toure |

| Arbitro: | Bieri |

|                  |           |                  |
| Lekaj 40’ (aut.) | Marcatori | 53’ (rig.) Alves |

| Arbitro: | Drmic |

|               |           |                           |
| Muntwiler 69’ | Marcatori | 3’ Gerndt 85’ Kyeremateng |

| Arbitro: | Kanagasingam |

|                                                         |           |                      |
| Zali 23’ (aut.) Nuzzolo 38’, 84’ Ouhafsa 64’ Surdez 69’ | Marcatori | 63’ Fazliu 90’ Toure |

### Coppa Svizzera
| Arbitro: | Horisberger |

|  |           |               |
|  | Marcatori | 43’ Muntwiler |

| Arbitro: | Bieri |

|                                 |           |  |
| Koné 17’ Vladi 32’ Eberhard 87’ | Marcatori |  |

## Statistiche

### Statistiche di squadra
| Competizione     | Punti | In casa | In casa | In casa | In casa | In casa | In casa | In trasferta | In trasferta | In trasferta | In trasferta | In trasferta | In trasferta | Totale | Totale | Totale | Totale | Totale | Totale | DR  |
| Competizione     | Punti | G       | V       | N       | P       | Gf      | Gs      | G            | V            | N            | P            | Gf           | Gs           | G      | V      | N      | P      | Gf     | Gs     | DR  |
| ---------------- | ----- | ------- | ------- | ------- | ------- | ------- | ------- | ------------ | ------------ | ------------ | ------------ | ------------ | ------------ | ------ | ------ | ------ | ------ | ------ | ------ | --- |
| Challenge League | 41    | 18      | 8       | 5       | 5       | 44      | 32      | 18           | 3            | 3            | 12           | 24           | 48           | 36     | 11     | 8      | 17     | 68     | 80     | -12 |
| Coppa Svizzera   | -     | 0       | 0       | 0       | 0       | 0       | 0       | 2            | 1            | 0            | 1            | 1            | 3            | 2      | 1      | 0      | 1      | 1      | 3      | -2  |
| Totale           | 41    | 18      | 8       | 5       | 5       | 44      | 32      | 20           | 4            | 3            | 13           | 25           | 51           | 38     | 12     | 8      | 18     | 69     | 83     | -14 |

### Andamento in campionato
| Giornata  | 1 | 2 | 3 | 4 | 5 | 6 | 7 | 8 | 9 | 10 | 11 | 12 | 13 | 14 | 15 | 16 | 17 | 18 | 19 | 20 | 21 | 22 | 23 | 24 | 25 | 26 | 27 | 28 | 29 | 30 | 31 | 32 | 33 | 34 | 35 | 36 |
| --------- | - | - | - | - | - | - | - | - | - | -- | -- | -- | -- | -- | -- | -- | -- | -- | -- | -- | -- | -- | -- | -- | -- | -- | -- | -- | -- | -- | -- | -- | -- | -- | -- | -- |
| Luogo     | C | T | C | T | T | C | T | C | C | T  | C  | T  | C  | T  | C  | T  | C  | T  | C  | T  | T  | C  | T  | C  | T  | C  | T  | C  | T  | C  | T  | C  | T  | C  | C  | T  |
| Risultato | P | P | V | V | P | N | P | V | P | P  | V  | N  | V  | V  | N  | V  | P  | P  | N  | P  | P  | V  | P  | V  | N  | V  | N  | P  | P  | V  | P  | N  | P  | N  | P  | P  |
| Posizione | 8 | 9 | 6 | 5 | 7 | 7 | 8 | 7 | 8 | 9  | 8  | 9  | 7  | 6  | 8  | 4  | 6  | 8  | 8  | 9  | 9  | 9  | 9  | 9  | 9  | 8  | 8  | 8  | 9  | 8  | 9  | 9  | 8  | 8  | 9  | 9  |

Legenda:

Luogo: C = Casa; T = Trasferta. Risultato: V = Vittoria; N = Pareggio; P = Sconfitta.

### Statistiche dei giocatori
| Giocatore      | Challenge League | Challenge League | Challenge League | Challenge League | Coppa Svizzera | Coppa Svizzera | Coppa Svizzera | Coppa Svizzera | Totale   | Totale | Totale      | Totale     |
| Giocatore      | Presenze         | Reti             | Ammonizioni      | Espulsioni       | Presenze       | Reti           | Ammonizioni    | Espulsioni     | Presenze | Reti   | Ammonizioni | Espulsioni |
| -------------- | ---------------- | ---------------- | ---------------- | ---------------- | -------------- | -------------- | -------------- | -------------- | -------- | ------ | ----------- | ---------- |
| L. Abazi       | 6                | 0                | 0                | 0                | 1              | 0              | 0              | 0              | 7        | 0      | 0           | 0          |
| K. Abubakar    | 1                | 0                | 0                | 0                | 0              | 0              | 0              | 0              | 1        | 0      | 0           | 0          |
| S. Bahloul     | 35               | 14               | 6                | 0                | 2              | 0              | 0              | 0              | 37       | 14     | 6           | 0          |
| L. Bega        | 1                | 0                | 0                | 0                | 0              | 0              | 0              | 0              | 1        | 0      | 0           | 0          |
| M. Brahimi     | 31               | 1                | 4                | 1                | 2              | 0              | 0              | 0              | 33       | 1      | 4           | 1          |
| A. Coric       | 1                | 0                | 0                | 0                | 0              | 0              | 0              | 0              | 1        | 0      | 0           | 0          |
| J. Daniel      | 2                | 0                | 0                | 0                | 0              | 0              | 0              | 0              | 2        | 0      | 0           | 0          |
| N. De Mol      | 6                | 0                | 0                | 0                | 1              | 0              | 0              | 0              | 7        | 0      | 0           | 0          |
| M. Dickenmann  | 32               | 2                | 7                | 0                | 2              | 0              | 0              | 0              | 34       | 2      | 7           | 0          |
| V. Fazliu      | 32               | 14               | 3                | 1                | 2              | 0              | 0              | 0              | 34       | 14     | 3           | 1          |
| F. Frei        | 28               | 0                | 5                | 0                | 1              | 0              | 0              | 0              | 29       | 0      | 5           | 0          |
| M. Heule       | 23               | 0                | 2                | 0                | 1              | 0              | 0              | 0              | 24       | 0      | 2           | 0          |
| A. Ismaili     | 6                | 0                | 0                | 0                | 1              | 0              | 0              | 0              | 7        | 0      | 0           | 0          |
| S. Izmirlioglu | 16               | 1                | 4                | 1                | 2              | 0              | 0              | 0              | 18       | 1      | 4           | 1          |
| N. Jones       | 13               | 1                | 0                | 0                | 2              | 0              | 0              | 0              | 15       | 1      | 0           | 0          |
| R. Kamber      | 15               | 2                | 7                | 0                | 2              | 0              | 0              | 0              | 17       | 2      | 7           | 0          |
| M. Keller      | 30               | 0                | 0                | 0                | 1              | 0              | 0              | 0              | 31       | 0      | 0           | 0          |
| M. Krunic      | 1                | 0                | 0                | 0                | 0              | 0              | 0              | 0              | 1        | 0      | 0           | 0          |
| J. Lukembila   | 31               | 10               | 3                | 0                | 0              | 0              | 0              | 0              | 31       | 10     | 3           | 0          |
| S. Malinowski  | 3                | 1                | 0                | 0                | 1              | 0              | 1              | 0              | 4        | 1      | 1           | 0          |
| S. Miranda     | 3                | 0                | 0                | 0                | 0              | 0              | 0              | 0              | 3        | 0      | 0           | 0          |
| P. Muntwiler   | 29               | 3                | 10               | 1                | 2              | 1              | 0              | 0              | 31       | 4      | 10          | 1          |
| K. Ndau        | 26               | 0                | 6                | 1                | 2              | 0              | 1              | 0              | 28       | 0      | 7           | 1          |
| N. Reichmuth   | 17               | 1                | 3                | 0                | 1              | 0              | 0              | 0              | 18       | 1      | 3           | 0          |
| A. Rustemoski  | 11               | 1                | 0                | 0                | 1              | 0              | 0              | 0              | 12       | 1      | 0           | 0          |
| U. Saho        | 16               | 1                | 2                | 0                | 0              | 0              | 0              | 0              | 16       | 1      | 2           | 0          |
| I. Sauter      | 20               | 1                | 6                | 1                | 1              | 0              | 0              | 0              | 21       | 1      | 6           | 1          |
| C. Silvio      | 33               | 4                | 3                | 0                | 2              | 0              | 0              | 0              | 35       | 4      | 3           | 0          |
| M. Talabidi    | 18               | 0                | 2                | 0                | 1              | 0              | 0              | 0              | 19       | 0      | 2           | 0          |
| E. Tonbul      | 4                | 0                | 1                | 0                | 0              | 0              | 0              | 0              | 4        | 0      | 1           | 0          |
| Y. Toure       | 17               | 6                | 0                | 0                | 0              | 0              | 0              | 0              | 17       | 6      | 0           | 0          |
| T. Zali        | 13               | 0                | 1                | 0                | 0              | 0              | 0              | 0              | 13       | 0      | 1           | 0          |
| L. Zumberi     | 29               | 3                | 3                | 2                | 1              | 0              | 0              | 0              | 30       | 3      | 3           | 2          |